# Encarnación Magaña
Encarnación Magaña Gómez (Tabernas, 30 de noviembre de 1921 – Almería, 11 de agosto de 1942), conocida también como Encarnita Magaña y como Encarnación García Córdoba, fue una anarquista libertaria española que murió fusilada tras ser juzgada en el Parte Inglés, lo que la convirtió en la única mujer fusilada durante la posguerra en la provincia de Almería.

## Biografía
Magaña nació en la localidad almeriense de Tabernas el 30 de noviembre de 1921. Quedó huérfana a edad temprana al fallecer su madre, Dolores Gómez Soriano, ama de casa, y su padre José Magaña Rosa, jornalero. Tras ello, fue adoptada por Rafael García Montesinos y Epifanía Córdoba Tortosa, recibiendo también sus apellidos.
Desarrolló su compromiso político e intelectual en su juventud, ingresando en las Federación Ibérica de Juventudes Libertarias, una organización juvenil anarquista donde fue secretaria y después presidenta interina de Mujeres Libres. Además perteneció a la Confederación Nacional del Trabajo y trabajó como dependienta de la Librería Inglesa de Almería. Tras el final de la guerra Magaña comenzó su oposición al franquismo de manera organizada.
Se casó con José Hernández Ojeda, junto al que realizó actividades de agitación y propaganda. Magaña organizó en el Teatro Cervantes de Almería el festival benéfico de la Solidaridad Internacional Antifascista, además de las visitas a los milicianos anarquistas en los frentes de Granada para llevarles prensa y comida. El 3 de agosto de 1939, ingresó por primera vez en la cárcel provincial de mujeres de Almería, la llamada Gachás colorás, desde donde continuó con su actividad política al servicio del Socorro Rojo Internacional entre los presos políticos antifascistas y el exterior. Fue puesta en libertad durante la primavera de 1940.

### El Parte Inglés
Aprovechando su trabajo en la Librería Inglesa, Magaña, junto a otros antifascistas dirigidos por Joaquín Villaespesa Quintana, se encargó de traducir y copiar los partes de las noticias de la BBC británica sobre la Segunda Guerra Mundial que después distribuían en Almería y Gibraltar dentro de la publicación antifranquista El Campense, a favor de los aliados en la guerra contra la Alemania nazi de Adolf Hitler.
Un chivatazo delató a Magaña ante las autoridades franquistas, siendo detenida por difundir propaganda subversiva y ser integrante de una organización clandestina por el Servicio de Investigación de FET y de las JONS. Fue encarcelada el 24 de marzo de 1941, y no volvió a salir nunca más en libertad. Muchos de sus compañeros en la organización fueron detenidos un mes después. Fueron procesados en un juicio conocido como el Parte Inglés, con gran trascendencia en la posguerra almeriense, donde Magaña fue condenada a pena de muerte en una sentencia ejemplarizante, junto a otros ocho compañeros en un juicio con pocas garantías procesales.
Magaña fue ejecutada con 20 años de edad en Almería en la madrugada del 11 de agosto de 1942 junto a Joaquín Villaespesa Quintana, Cristóbal Company García, Francisco García Luna, Justo Ruiz Pelegrina, Juan Hernández Granados, Diego Molina Matarín y Francisco Martín Vázquez, y fue enterrada en una fosa común junto a dos de ellos. Fue la única mujer fusilada durante el franquismo en Almería.

## Reconocimientos
En 2020, una calle de Tabernas fue bautizada con el nombre de Encarnación Magaña como reconocimiento a su lucha por la libertad, siendo la primera calle de esa localidad almeriense con nombre de mujer.
La historia de Encarnación Magaña y la de los otros ocho fusilados junto a ella está recogida en el libro El Parte Inglés. La lucha antifranquista desde la clandestinidad en Almería de la editorial Círculo Rojo, a partir de la investigación del historiador Eusebio Rodríguez Padilla.